# Nuovo Lido
Il Nuovo Lido è un complesso balneare-ricettivo di Genova, originariamente chiamato Il Lido d'Albaro.
Attualmente è considerato lo stabilimento balneare più grande d'Europa

## Storia
Fu fondato dal figlioccio di Giuseppe Garibaldi, Giuseppe Garibaldi Coltelletti, che nel 1908 ne ultimò la costruzione.
Alla fine degli anni '40 fu Rinaldo Rizzo, originario di Orsara Bormida nonché ex direttore del dopolavoro di Milano, a riqualificare l'area ormai disastrata dalle guerre e costruire quello che poi sarebbe diventato il Nuovo Lido.
Negli anni cinquanta assunse rinomanza nazionale come passerella per le selezioni del concorso di Miss Italia. Miss Lido furono negli anni cinquanta tre future star del cinema: Sophia Loren, Marisa Allasio e Rosanna Schiaffino, mentre negli anni ottanta la vittoria del titolo fu l'esordio nel mondo dello spettacolo per Carmen Russo e, a soli 15 anni, per la futura cantante e showgirl Sabrina Salerno. 
È stato anche sede di rappresentazioni dell'attore vanto del teatro genovese: Gilberto Govi (cui sono intitolati i giardini situati sopra il depuratore di Punta Vagno, nella parte occidentale del corso).
Nel 1952 fu costruita la prima piscina, e nel 1965 l'ultima, olimpionica.
A partire dal 2017, la nuova proprietà ha dato il via ad un progetto di rinnovamento dello stabilimento al fine di renderlo nuovamente un punto di riferimento per la città di Genova: nuova palestra, ristrutturazione dei Ristoranti La Caravella e Lido Pizzeria Cocktail bar, riqualificazione dell'area giochi e della terrazza, ripristino della zona spogliatoi e installazione di due ascensori. Nel 2022 è inoltre tornato ad ospitare il concorso di Miss Italia con l'elezione di Miss Lido.

## Struttura
La spiaggia dello stabilimento può accogliere circa 10 000 persone con l'ausilio di circa 900 cabine di varie tipologie, dotate di ampi terrazzini privati, docce interne, con vista mare o situate nel verde tra aiuole.
Il Nuovo Lido è attrezzato con vari saloni, strutture, aree e servizi tra cui: 3 piscine aperte (olimpionica, trampolino tuffi e junior), 2 ristoranti, campo di pallavolo e mini tennis, palestra Lido Fitness, solarium, aree per corsi di sup, nuoto e windsurf. In estate è inoltre attivo il servizio di centro estivo.